# Sibin

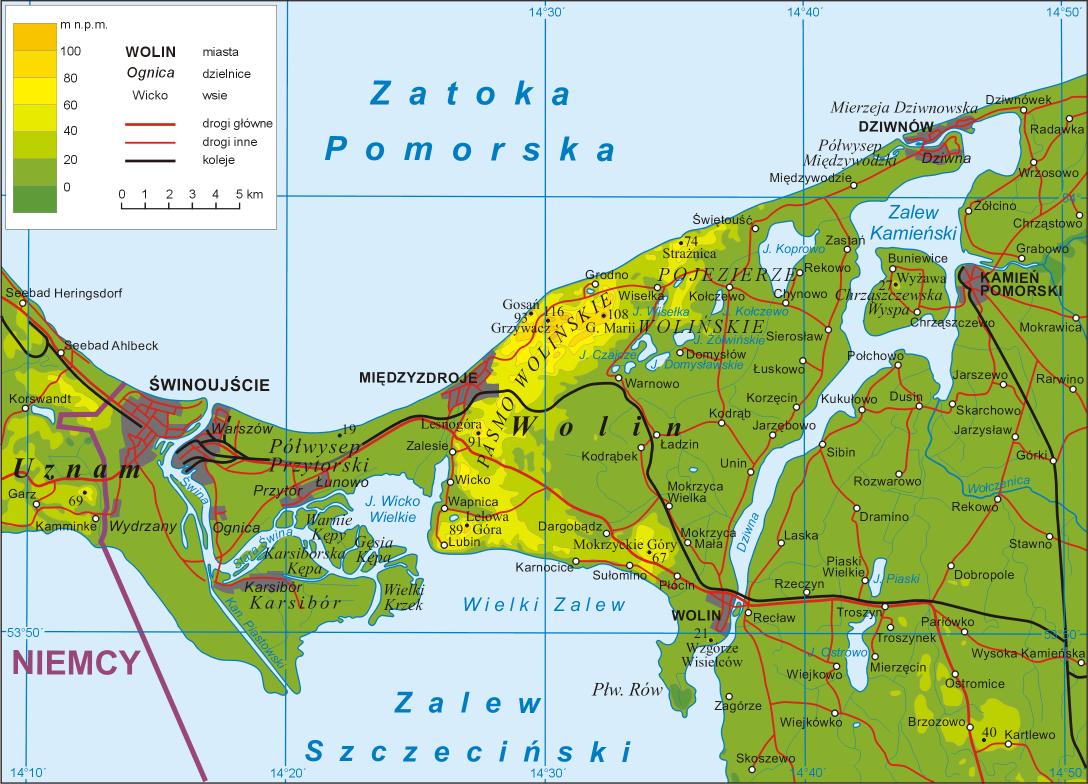
Mapa wyspy Wolin z zaznaczonym Sibinem

Sibin – wieś w Polsce położona w województwie zachodniopomorskim, w powiecie kamieńskim, w gminie Kamień Pomorski nad Dziwną. 
W latach 1975–1998 miejscowość administracyjnie należała do województwa szczecińskiego.
Według danych z 1 stycznia 2011 roku wieś liczyła 142 mieszkańców. 
We wsi znajdują się:
- późnogotycki kościół pw. Chrystusa Króla, kamienno-ceglany pochodzący z XV/XVI w., zniszczony w 1945 r., odbudowany w latach 1974–1978. W świątyni znajduje się dzwon z 1521 roku, wykonany przez stargardzkiego ludwisarza Lutke Rose.
- park dworski zapoczątkowany w drugiej połowie XVIII w., a następnie przekomponowany na krajobrazowy w XIX w. Pozostałość po dworze.